# 果漿樂團
果漿樂團是英國另類搖滾樂團，由主唱兼吉他手賈維斯·卡克於1978年成立於雪菲爾。原名「阿拉伯果漿」（Arabicus Pulp），並在一年後將其簡化。果漿樂團的團員是雪菲爾第二城市學校（City Secondary School）的同學。
1980年代，果漿樂團推出過兩張專輯及八首單曲，惜未為大眾注意，直至1994年發行的專輯《他的和她的》（His 'n' Hers），開始在英國獲得注目，繼而發行的《不同階級》（Different Class）與《春宮電影》（This Is Hardcore），更站上了英國專輯排行榜第一名。他們大受歡迎時的音樂風格是由流行搖滾融合迪斯可曲風，在配上平易近人的「大雜燴」（kitchen sink drama）風格歌詞所組成。果漿樂團的成就讓樂團與主唱賈維斯·卡克成了1990年代中期英倫搖滾運動的重要指標，並獲得水星音樂獎（Mercury Prize）兩項提名：1994年的《他的和她的》與1996年的《不同階級》，後者並順利獲獎。1995年的單曲《普通人》（Common People）在英國單曲排行榜達到第二名佳績，並在NME的50史上最偉大獨立國歌獲選第三名。同年，果漿樂團在搖滾世代音樂季（Glastonbury）的金字塔舞台（Pyramid Stage）領銜演出。在他們於2001年發行的最後一張專輯《We Love Life》後，果漿樂團陷入了長期的中斷。截至2003年10月，果漿樂團已擁有超過一千萬的唱片銷售量。

## 歷年專輯
- It (1983)
- Freaks (Pulp album) (1987)
- Separations (album) (1992)
- His 'n' Hers (1994)
- 不同階級 (1995)
- This Is Hardcore (1998)
- We Love Life (2001)
- More (2025)

## 著名单曲
- 普通人 (Common People)
- 迪斯科2000 (Disco 2000)

## 外部連結
- Pulp People – 樂隊官方網站
- Discography at acrylicafternoons.com （页面存档备份，存于）
- PulpWiki （页面存档备份，存于） – a comprehensive user-generated resource for everything related to Pulp
- Bar Italia （页面存档备份，存于） – active discussion forum for Pulp fans worldwide
- The Beat Is The Law – Fanfare For The Common People (2011) （页面存档备份，存于） – critically acclaimed music documentary about Pulp's rise to fame.
- Pulp: a Film about Life, Death & Supermarkets （页面存档备份，存于） – Florian Habicht's film that launched at SXSW in March 2014